# Процесс (теория организации)
Процесс (лат. processus «продвижение» от procedere «двигаться вперёд») в управлении организацией — совокупность действий, повторяемых во времени, с конкретным началом и концом, целью которых является создание ценности для внешних и внутренних клиентов.
Математические модели и методы анализа процессов рассматриваются в Теории процессов.
Процессы в управлении подразделяются на:
- Бизнес-процесс;
- Операционный процесс;
- Организационный процесс;
- Технологический процесс;
- Бюджетный процесс.

Для описания различных видов и типов процессов в управлении разработан международный стандарт ISA-95.